# Gefecht bei Kinghorn
Schlachten des Ersten Schottischen Unabhängigkeitskrieges

Berwick – Dunbar – Stirling Bridge – Falkirk – Roslin – Stirling Castle – Methven – Dalry – Glen Trool – Loudoun Hill – Inverurie – Brander – Perth – Bannockburn – Berwick – Berwick – Myton – Byland – Weardale
Schlachten des Zweiten Schottischen Unabhängigkeitskrieges

Kinghorn – Dupplin Moor – Annan – Berwick – Halidon Hill – Boroughmuir – Culblean – Neville’s Cross
Das Gefecht von Kinghorn war eine militärische Auseinandersetzung zu Beginn des Zweiten Schottischen Unabhängigkeitskriegs. Bei ihrer Landung in Schottland konnten die von England unterstützten Invasoren, die sogenannten Enterbten, am 6. August 1332 ein schottisches Aufgebot in die Flucht schlagen.

## Vorgeschichte
Zahlreiche englische Adlige lehnten den 1328 zwischen England und Schottland geschlossenen Friedensvertrag ab. In dem Friedensvertrag mussten sie auf ihre Ansprüche auf schottische Besitzungen verzichten, weshalb sie als Enterbte bezeichnet wurden. Ab 1330 bereiteten die Enterbten mit Billigung des englischen Königs Eduard III. einen Angriff auf Schottland vor. Als am 20. Juli 1332 der Earl of Moray, der schottische Guardian starb, handelten die Enterbten rasch und begannen ihren Angriff. Um den Schein der englischen Neutralität zu wahren, konnten die Enterbten und der von ihnen unterstützte schottische Thronanwärter Edward Balliol nicht direkt die englisch-schottische Grenze überqueren. Deshalb beschlossen sie, auf dem Seeweg in Schottland einzufallen. Die etwa 1500 Mann starke Streitmacht der Enterbten schiffte sich am 31. Juli 1332 in der Humbermündung ein und segelte zum Firth of Forth. Die Schotten hatten von den Plänen der Enterbten erfahren und ein Heer zur Abwehr der Invasion aufgeboten. Der neue schottische Guardian Domhnall, 8. Earl of Mar wusste aber nicht, ob die Enterbten am Nord- oder am Südufer des Firth of Forth landen würden. Da der Forth erst beim weit landeinwärts liegenden Stirling auf einer Brücke überquert werden konnte, hatte er das schottische Heer geteilt.

## Verlauf des Gefechtes
Am 6. August 1332 landeten die Enterbten bei Kinghorn am Nordufer des Firth of Forth. Das Nordufer sollte durch eine vom Guardian selbst geführte Armee verteidigt werden, die sich jedoch weiter im Landesinneren befand. Dennoch trafen die Enterbten bereits bei ihrer Landung auf schottischen Widerstand. Eine Streitmacht unter dem Kommando von Duncan, 9. Earl of Fife, Robert Bruce, Lord of Liddesdale und Alexander Seton, einem Sohn des Militärs Alexander Seton, versuchte die Landung zu verhindern. Ihre Streitmacht bestand wahrscheinlich aus einem Aufgebot aus Fife, das nach Angaben der zeitgenössischen Chronisten zwischen 4000 und 24.000 Mann stark war. Wie im Mittelalter üblich, waren diese Zahlen sehr wahrscheinlich stark übertrieben. Die Vorhut der Invasoren, vermutlich geführt von Henry de Beaumont, konnte unter dem Schutz ihrer Bogenschützen landen. Durch einen entschlossenen Angriff der Fußsoldaten wurden die Schotten in die Flucht in die angrenzenden Hügel getrieben, bevor die berittenen men-at-arms der Enterbten eingreifen konnten. Die Schotten erlitten leichte Verluste, unter den Toten befand sich Alexander Seton.

## Folgen
Nach diesem Sieg konnten die Enterbten ihre vollständige Ausrüstung entladen. Sie zogen zunächst nach Dunfermline, wo sie Proviant und Waffen erbeuteten. Anschließend zogen sie nach Norden, wo es bei Dupplin Moor zur Schlacht mit den Truppen des Guardian kam.